# Bahnhof Sauerlach

Der Bahnhof Sauerlach ist ein Haltepunkt der Deutschen Bahn an der Bahnstrecke München–Lenggries. Er wird von der Linie S3 der S-Bahn München bedient, die zwischen Mammendorf und Holzkirchen verkehrt.

## Geschichte
Die Bahnstation Sauerlach entstand 1857 an der damaligen Strecke von München (Zentralbahnhof) nach Holzkirchen (Abteilung IIIa) der Königlich Bayerischen Staatseisenbahnen. Durch den Anschluss an die Bahnstrecke begann die Ortschaft sich räumlich zu entwickeln.
Am 2. November 1862 fuhr König Maximilian II. dem Königspaar von Griechenland, Otto und Amalie von Oldenburg, bei deren Rückkehr nach Bayern bis Sauerlach entgegen.
Eine besondere Rolle hatten Strecke und Station, wie auch andere in der holzreichen Gegend, für den Transport von Brenn- und Nutzholz nach München. Sauerlach war Sitz des Holzhandels, der sich bis Nürnberg und darüber hinaus erstreckte.
1876 wurde die Station Sauerlach in den „Special-Tarif für den Transport europäischen Holzes“ aufgenommen. In den Waldungen des Forstamtes Sauerlach wurden zwei normalspurige Waldbahnen angelegt, von denen eine zum Bahnhof Sauerlach führte, die zweite zwischen den Stationen Deisenhofen und Sauerlach in die Bahnstrecke München–Holzkirchen einmündete.
Am 1. April 1894 wurde die Station in den Teil IV des Heftes 1 des Österreichisch-Ungarisch – Bayerischen Verbandsgütertarifs aufgenommen.
Die Firma Holzmann & Comp. wählte 1897 für die Ausführung des Zuleitungskanals vom Teufelsgraben bis Gleißental die Station Sauerlach an der Bahnlinie München–Schliersee als Ausgangspunkt der Gesamtbauarbeiten. Es wurden Lagerplätze, Magazine und Reparaturwerkstätten eingerichtet. Sämtliche Betriebs- und Baumaterialien wurden hierher verbracht und eine schmalspurige Lokomotivbahn von der Station zur Kanalleitungstrasse errichtet.
1898 verhandelte die Kammer der Abgeordneten über die Staatsstraßenunterführung in der Station Sauerlach.
Ab dem 9. Dezember 2018 wurde die Buslinie 244 Sauerlach–Höhenkirchen-Siegertsbrunn eingerichtet. Diese benötigte eine separate Bushaltestelle. Im Rahmen der Umbauarbeiten wurden die Haltestellen barrierefrei ausgebaut.

## Aufbau

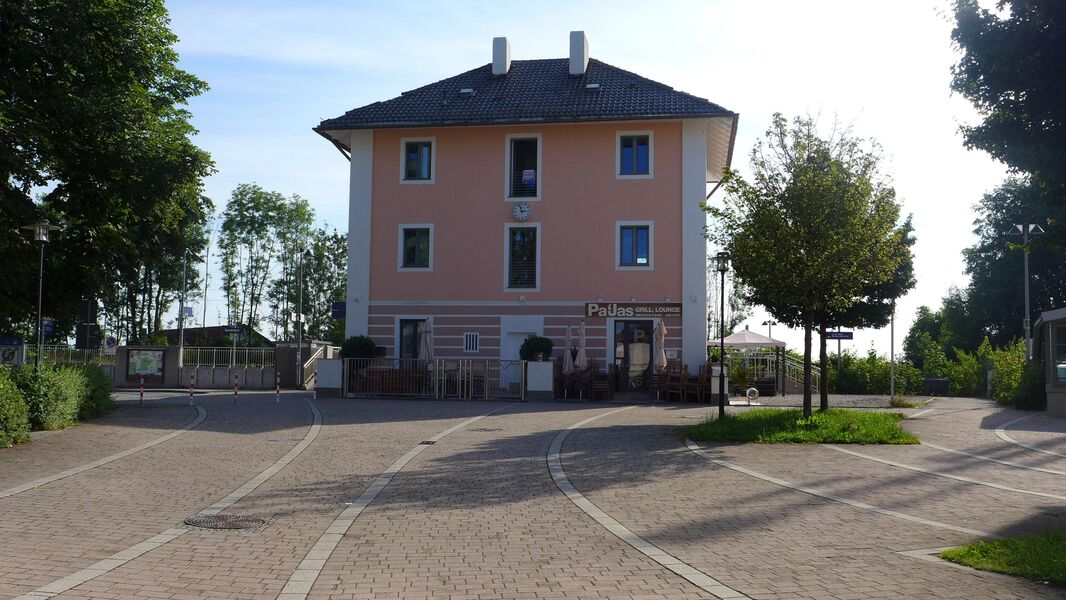
Ehemaliges Empfangsgebäude der Station Sauerlach

Der Bahnhof liegt im Zentrum des Ortes Sauerlach direkt am Bahnhofsplatz. Es gibt jeweils zwei Bahnsteige und Bussteige.
Auf Gleis 1 fahren alle Züge in Richtung Holzkirchen, auf Gleis 2 Züge nach Maisach und Mammendorf.
Direkt neben Gleis 1 befindet sich die Bushaltestelle 1, an welchem die Buslinien 223 und 226 halten. An der Haltestelle 2 hält die Buslinie 244.
Das ehemalige Empfangsgebäude wurde in den 2000er Jahren von der DB Station & Service AG veräußert.

## Verkehr
Der Haltepunkt Sauerlach wird im 20-Minuten-Takt von der S-Bahnlinie S3 bedient, die zwischen Mammendorf und Holzkirchen verkehrt (Stand 2019). Nachbarstationen sind der Bahnhof Deisenhofen in Richtung Mammendorf und der Haltepunkt Otterfing in Richtung Holzkirchen.
| Linie | Verlauf | Takt   |
| ----- | --- | ------ |
| S3    | Mammendorf – Malching – Maisach – Gernlinden – Esting – Olching – Gröbenzell – Lochhausen – Langwied – Pasing – Laim – Hirschgarten – Donnersbergerbrücke – Hackerbrücke – Hauptbahnhof – Karlsplatz (Stachus) – Marienplatz – Isartor – Rosenheimer Platz – Ostbahnhof – St.-Martin-Straße – Giesing – Fasangarten – Fasanenpark – Unterhaching – Taufkirchen – Furth – Deisenhofen – Sauerlach – Otterfing – Holzkirchen | 20 min |

Der Haltepunkt hat Anbindung an die MVV-Regionalbuslinien 223, 226 und 244. Neben Gleis 1 befindet sich eine Park-&-Ride-Anlage mit 133 Plätzen auf zwei Etagen. 2017 wurden Ladestationen für E-Autos eingebaut.